# Meridiano 122 W
O meridiano 122 W é um meridiano que, partindo do Polo Norte, atravessa o Oceano Ártico, América do Norte, Oceano Pacífico, Oceano Antártico, Antártida e chega ao Polo Sul. Forma um círculo máximo com o Meridiano 58 E.
Começando no Polo Norte, o meridiano 122º Oeste tem os seguintes cruzamentos:
| País, território ou mar | Notas                                                                     |
| ----------------------- | ------------------------------------------------------------------------- |
| Oceano Ártico           |                                                                           |
| Canadá                  | Ilha Prince Patrick, nos Territórios do Noroeste                          |
| Estreito de McClure     |                                                                           |
| Canadá                  | Ilha Banks, Territórios do Noroeste                                       |
| Golfo de Amundsen       |                                                                           |
| Canadá                  | Territórios do Noroeste - passa no Grande Lago do Urso Colúmbia Britânica |
| Estados Unidos          | Washington Oregon Califórnia                                              |
| Oceano Pacífico         |                                                                           |
| Oceano Antártico        |                                                                           |
| Antártida               | Território Antártico Australiano, reclamado pela Austrália                |